# 23017 Адвінкула
23017 Адвінкула (1999 VQ190, 1995 YL7, 23017 Advincula) — астероїд головного поясу, відкритий 15 листопада 1999 року.
Тіссеранів параметр щодо Юпітера — 3,442.